# 下田会議
下田会議（しもだかいぎ、Shimoda Conference）または日米関係民間会議(Japanese-American Assembly)とは、1967年から1994年まで開催された、日本とアメリカ合衆国の外交政策関係者による非公式の会議である。その後、2011年に「新・下田会議」(New Shimoda Conference)が開催された。

## 歴史
1967年に開催された第1回会議は、非公式ながら日米の外交政策関係者が対等の立場で話し合う第二次世界大戦後初の会議であり、日本が世界の外交の舞台で再び活躍するためのマイルストーンとみなされた。国際親善日本委員会（日本国際交流センター(JCIE)の前身）とコロンビア大学アメリカン・アッセンブリーが主催し、アメリカからはマイケル・マンスフィールド上院院内総務、エドマンド・マスキー上院議員（後の国務長官）、トム・フォーリー下院議員（後の下院議長）、ドナルド・ラムズフェルド下院議員（後の国防長官）、日本からは自民党の中曽根康弘衆議院議員（後の首相）と民社党の長末栄一衆議院議員（後の民社党中央執行委員長）が出席した。
下田会議は1994年まで2年から4年おきに計9回開催され、日米の民間対話を促進するための有効な手段となった。
| 回 | 年     | 会期                | 開催地               |
| -- | ------ | ------------------- | -------------------- |
| 1  | 1967年 | 9月14日 - 9月30日   | 静岡県下田市         |
| 2  | 1969年 | 9月4日 - 9月7日     | 静岡県下田市         |
| 3  | 1972年 | 6月8日 - 6月11日    | 静岡県下田市         |
| 4  | 1977年 | 9月1日 - 9月4日     | 静岡県下田市         |
| 5  | 1981年 | 9月2日 - 9月4日     | 神奈川県大磯町       |
| 6  | 1983年 | 9月1日 - 9月4日     | バージニア州メアリー |
| 7  | 1987年 | 4月19日 - 4月21日   | 神奈川県大磯町       |
| 8  | 1990年 | 11月15日 - 11月17日 | 神奈川県大磯町       |
| 9  | 1994年 | 10月5日 - 10月8日   | 静岡県淡島           |

出典：

## 新・下田会議
下田会議は1994年の第9回を最後に中断した。この会議を復活させるべく、2011年2月22日、東京都で日米の代表約50人が集まり、「新・下田会議」が開催された。これは、日本国際交流センター(JCIE)の設立40周年の記念事業として、JCIEが主催して行われたものである。
主な参加者
- ジム・ウェッブ（上院議員、上院外交委員会東アジア・太平洋地域担当委員長、上院軍事小委員会人事担当委員長）
- ダイアナ・ディゲット（英語版）（下院議員）
- 古川元久（衆議院議員、元内閣官房副長官）
- 山本正（日本国際交流センター理事長）
- 田中均（日本国際交流センターシニアフェロー、国際戦略研究所研究員、元外務審議官）
- 藤崎一郎（在アメリカ合衆国日本大使）
- 前原誠司（外務大臣）